# Lithobius porathi
Lithobius porathi är en mångfotingart som beskrevs av Sseliwanoff 1881. Lithobius porathi ingår i släktet Lithobius och familjen stenkrypare. Inga underarter finns listade i Catalogue of Life.